# Association norvégienne pour la diversité sexuelle et de genre
 (août 2023).
Le premier mouvement homosexuel scandinave date de 1948 : Det Dansk Forbundet (DNF-48), qui réunit aussi bien les hommes que les femmes. De fait, l'association norvégienne a été créée en 1953. En 1992, l'organisation a été dissoute lorsqu'elle a rejoint d'autres associations pour former une grande organisation : Landsforeningen for lesbisk og homofil frigjøring (LLH) : L'association nationale pour la libération des gays et lesbiennes.

## 1948, des débuts au Danemark
Det danske Forbundet af 1948 (L'Association danoise de 1948) fut, en 1948, la première organisation scandinave pour les homosexuels, les présidents furent  Axel Lundahl Madsen puis Axel Axgil. En 1949 Axel Axgil rencontra deux représentants de la communauté gay norvégienne. Le 20 mai 1950, une rencontre eut lieu à Oslo qui donna naissance à la première association homosexuelle norvégienne. La même année fut créée une association suédoise semblable.[réf. nécessaire]

## Première organisation (1953)
Le nom était Forbundet av 1948 – Norsk seksjon av det Danske Forbundet af 1948, autrement dit la section norvégienne était dépendante de la section danoise (comme l'était la section suédoise).  C'est en 1953 que la section norvégienne prit son indépendance et prit le nom de Det norske forbundet av 1948 (DNF-48).[réf. nécessaire]

### Années 1950
DNF-48 travailla tout au long des années 1950 afin de faire supprimer le paragraphe 213 du code pénal relatif à l'interdiction de l'homosexualité. Quand bien même il ne fut que très rarement utilisé, ce paragraphe avait un effet stigmatisant. 
Øivind Eckhoff publia en 1957 Vi søm føler annerledes, Homoseksualiteten og samfunnet (Nous qui nous sentons différents, homosexualité et société) sous le pseudonyme Finn Grodal. Ce fut le premier livre en Norvège à traiter du sujet.  Øivind Eckhoff était concubin d'Arne Heli  de 1949 à 1966.  Les deux faisaient partie de DNF-48 depuis le début. Heli qui est apparu dans le film documentaire Den hemmelige klubben (Le club secret), où plusieurs "anciens" parlent de leur vie comme homosexuel durant les décennies 50 et 60.

### Années 1960
Au milieu des années 1960, le travail des associations est facilité. En 1965, l'association est représentée lors d'un programme radiophonique de la NRK sur l'homosexualité.[réf. nécessaire]
La même année, l'association des étudiants Studentersamfundet à Oslo organise un débat sur l'homosexualité avec un représentant de la communauté gay (qui y a participé sous un pseudonyme). Arne Heli racontera plus tard qu'il fut cette personne et qu'il avait pris comme pseudonyme Ivar Selholm.
À la fin de la décennie l'organisation devint plus ouverte et plus offensive politiquement avec à sa tête Karen-Christine «Kim» Friele . Friele fut présidente de l'association de 1966 à 1971 puis secrétaire générale jusqu'en 1989.

### Années 1970 et 1980
Une autre victoire pour l'organisation dans les années 1970 a été la suppression de la part de Norsk Psykiatrisk Forening (Association de la psychiatrie norvégienne) de l'homosexualité comme diagnostic de maladie en 1977. Le ministère des affaires sociales suivra et supprimera le diagnostic en 1982.
Kjell Erik Øie fut le président de l'association entre 1987 et 1991. L'organisation a participé activement aux efforts visant à prévenir la propagation du SIDA et a œuvré pour la mise en place d'une Union civile entre homosexuel(le)s.

### Des années de divisions (1975-1976)
En  1975, DNF 48 s'est scindée d'une part avec une fraction partie créer une autre organisation : Fellesrådet for homofile organisasjoner (FHO). Organisation dissoute le 29 novembre 1992 car rejoignant la LLH.[réf. nécessaire]
D'autre part, des femmes quittèrent DNF-48 pour créer Lesbisk Bevegelse, car elles s'estimaient inconsidérées par les autres mouvements de protestation : les féministes étaient indifférentes à leur égard et elles subissaient la même indifférence au sein de DNF-48. Encore une fois ce seront les Danoises qui seront les premières à prendre l'initiative et qui convaincront leurs voisines Norvégiennes d'en faire de même.

## Actions de la FHO
FHO, le Conseil des organisations homosexuelles de Norvège, regroupait différentes associations dont AHF (Arbeidsgrupper for Homofil og lesbisk Frigjøring - Groupes de travail pour la libération des gays et lesbiennes) à Oslo, HBV (Homofil Bevegelse i Vestfold - Mouvement homosexuel du Vestfold). Le point commun de ces associations était le désaccord radical avec DNF-48 quant à leur politique jugée conservatrice car privilégiant la discrétion. 
Les membres du FHO engagés qui souhaitaient être visibles eurent comme premières actions de faire le tour des écoles et donner des présentations afin de montrer qu'ils pouvaient être des modèles pour les élèves et prévenir l'intimidation que pourraient connaître de jeunes gays. Ils tenaient également des stands le samedi matin dans les rues à travers le pays et distribuaient des tracts. Enfin plusieurs membres firent leur Coming out que ce soit auprès de leur famille ou dans leur emploi.
Les jeunes militants de l'AHF, qui s'appelaient eux-mêmes «Pink Pigs», en plus du défilé de la fin juin  s'invitaient au défilé du 1er mai. Ce qu'ils firent année après année jusqu'en 1992 où ils furent rejoints par les jeunes de DNF-48 au sein de la LLH. En 2004, ils changèrent de nom pour devenir Skeiv Ungdom.[réf. nécessaire]

## Rapprochement et création de l'Association norvégienne pour la libération des gays et lesbiennes

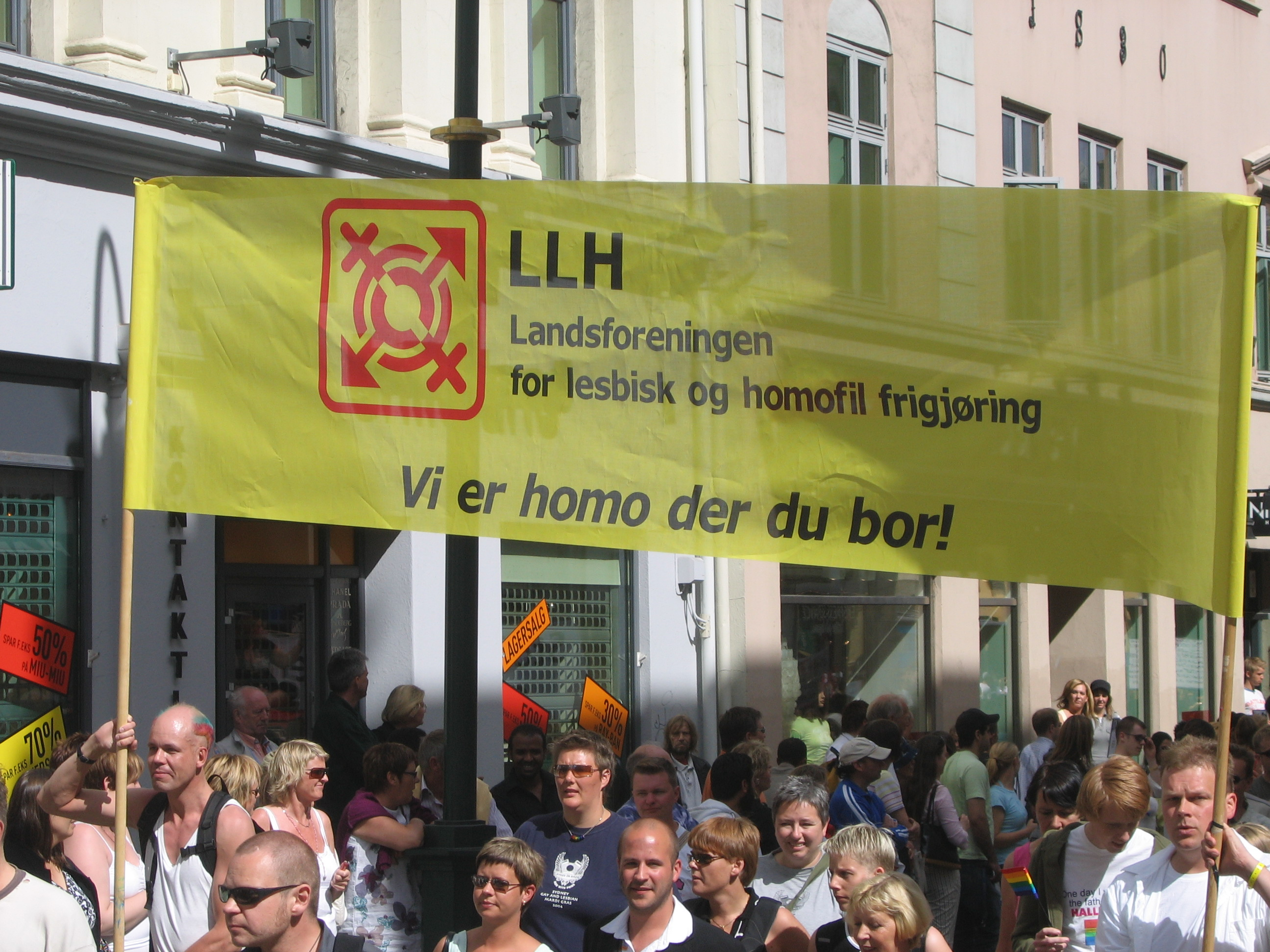
La LLH à l'Europride 2005 à Oslo

L’Association norvégienne pour la libération des gays et lesbiennes s'est rebaptisée en juin 2008 Association nationale pour les lesbiennes, les gays, les bisexuels et les transsexuels.

### La LLH aujourd'hui
LLH a une organisation nationale pour les jeunes Skeiv Ungdom, un site internet pour les immigrés gays et lesbiennes Skeiv Verden, mais aussi 15 organisations locales à travers tout le pays. Les plus importantes étant celles d'Oslo et du comté d'Akershus, de Bergen et du Hordaland et enfin celles des comtés du Rogaland et du Troms.[réf. nécessaire]